# フリードリヒ＝カール・ミュラー (空軍少佐)
フリードリヒ＝カール・"ナーゼン"・ミュラー(ドイツ語: Friedrich-Karl "Nasen" Müller、1911年12月4日 - 1987年11月2日)は、ドイツの軍人。最終階級は空軍少佐。第二次世界大戦で夜間戦闘機を駆って30機の敵航空機を撃墜したエース・パイロットである。その功績から騎士鉄十字章を受章した。

## 経歴
第二次世界大戦勃発時、ミュラーは輸送機Ju 52のパイロットとして第172特殊爆撃航空団に配属された。軍曹に昇進した後、第172特殊爆撃航空団第5中隊に異動。1940年2月、第4計器飛行学校の教官に就任し、少尉へ昇進した。9月からは第7計器飛行学校へ移り、1942年12月には第50爆撃航空団第I飛行隊へ配属された。
1943年夏頃、ミュラーは夜間防空作戦であるヴィルデ・ザウを主軸とする、ハンス＝ヨアヒム・ヘルマン率いるヘルマン実験戦闘隊へ加わった。ヘルマンは、計器飛行の指導に当たっていた彼の存在は大きいものだと考え、彼を自身の部隊に勧誘している。
1943年7月3日から4日にかけて、ミュラーはケルン付近を飛行していたイギリス空軍の4発重爆撃機ハンドレページ ハリファックスをヴィルデ・ザウを用いて撃墜したが、これが彼にとっての初戦果である。8月11日にはハイデルベルク付近でさらに2機のハリファックスを墜とした。8月17日にはスヴィーネミュンデ付近で2機の爆撃機アブロ ランカスターを、8月24日にはベルリン付近で2機の爆撃機ショート スターリングを撃墜している。さらに彼は撃墜を重ね、9月7日にミュンヘンでアブロ ランカスターを、10月8日から9日にかけてハノーヴァーの北西でハリファックスを墜としている。
1943年11月までに、ミュラーは第300戦闘航空団第1中隊の中隊長に就任した。この時点で彼は19機の撃墜をすべて夜間で記録している。1944年1月、彼は第10夜間戦闘団第1中隊の中隊長に就任。大尉へと昇進した彼は、7月27日に23機撃墜を評価され、騎士鉄十字章を受章した。
1944年8月25日には第11夜間戦闘航空団第I飛行隊の飛行隊長となった。伝えられるところによると、時折ミュラーは個人のBf109 G-14にシュレーゲムジークを搭載し、夜間に飛来するイギリス空軍の爆撃機を迎撃していたという。8月23日にはアイントホーフェン付近で爆撃機デ・ハビランド モスキートを、9月12日にはフランクフルト上空でアブロ ランカスターを、12月4日には一夜でアブロ ランカスターを2機撃墜した。
1944年から1945年にかけて、ミュラーはドイツの鉄道網を爆撃するため夜間に飛来する連合国の爆撃機を幾度となく迎撃した。1945年2月21日、彼にとって大戦最後の撃墜を記録。最終的に、総出撃回数52回、総撃墜数30機(加えて未確認3機)の記録を、すべて夜間に打ち立てた。

## 叙勲
- 鉄十字章
  - 二級鉄十字勲章1939年章
  - 一級鉄十字勲章1939年章
- 空軍名誉杯 (1943年11月26日)
- ドイツ十字章
  - ドイツ十字章金章 (1943年11月25日)[2]
- 騎士鉄十字章
  - 騎士鉄十字章 (1944年7月27日)[3]